# بيت الجمرة (بني حشيش)

تعديل مصدري - تعديل

بيت الجمرة هي إحدى قرى عزلة الشرفة بمديرية بني حشيش التابعة لمحافظة صنعاء، بلغ تعداد سكانها 322 نسمة حسب تعداد اليمن لعام 2004.